# Cláudio Andrade
Cláudio Ricardo da Rocha Andrade Júnior (Aracaju, 4 de janeiro de 1984) é um ator brasileiro.

## Carreira
Aos 19 anos, após um teste para Malhação que não deu certo em 2003, foi convidado pelo diretor Wolf Maya para uma participação em Senhora do Destino no ano seguinte.
Seu primeiro grande papel veio em 2007, como o minerador William em Eterna Magia. 
Em fevereiro de 2008, estrelou a edição 125 da G Magazine.
Em 2012, interpretou o caipira Luciano em Corações Feridos.

## Filmografia

### Cinema
| Ano  | Título     | Personagem | Nota  |
| ---- | ---------- | ---------- | ----- |
| 2018 | Possessões | Suícida    | [ 4 ] |

### Televisão
| Ano     | Título                   | Personagem            | Nota                                          |
| ------- | ------------------------ | --------------------- | --------------------------------------------- |
| 2004    | Senhora do Destino       | Max                   | Episódio: "20 de novembro de 2004"            |
| 2005    | Sítio do Picapau Amarelo | Corvo Real            | Episódio: "Dom Quixote"                       |
| 2006    | Cobras & Lagartos        | Getulio               | Episódio: "30 de junho de 2006"               |
| 2006    | Pé na Jaca               | Van Disel             | Episódio: "14 de dezembro de 2006"            |
| 2007    | Paraíso Tropical         | Garoto de programa    | Episódio: "5 de março de 2007"                |
| 2007    | Eterna Magia             | William Gonze         | [ 1 ]                                         |
| 2008    | Toma Lá Dá Cá            | Alaor (Garrafa Litro) | Episódio: " Despedida de Casado"              |
| 2008    | Dicas de um Sedutor      | Júnior                | Episódio: "Golpe do Baú"                      |
| 2008    | Faça Sua História        | Julinho               | Episódio: "Em Nome dos Filhos"                |
| 2008    | Os Mutantes              | Heraldo               |                                               |
| 2008    | La rosa de Guadalupe     | Empregado             | Episódio: "Tacos de Canasta"                  |
| 2009    | Caras & Bocas            | Eros                  | Episódio: "14 de abril de 2009"               |
| 2009    | Caminho das Índias       | Cachaça               | Episódio: "14 de agosto de 2009"              |
| 2010    | Na Forma da Lei          | Policial              | Episódio: "Justiça Tardia"                    |
| 2011    | Vidas em Jogo            | Policial              | Episódio: "9 de dezembro de 2011"             |
| 2012-15 | Zorra Total              | Hércules/Vários       | Metrô Zorra Brasil e outras esquetes          |
| 2012    | Corações Feridos         | Luciano Alves         | Elenco principal                              |
| 2014    | Além do Horizonte        | Detetive Guimarães    | [ 6 ]                                         |
| 2016    | A Regra do Jogo          | Marido ciumento       | Episódio: "30 de janeiro de 2016"             |
| 2016    | Êta Mundo Bom            | Giovani               | Episódios: "28 de julho–26 de agosto de 2016" |
| 2016    | Haja Coração             | Policial              | Episódios: "14–31 de outubro de 2016"         |
| 2017    | Rock Story               | Luíz                  | Episódio: "16 de março de 2017"               |
| 2018    | O Outro Lado do Paraíso  | Ademir                | Episódios: "19–24 de março de 2018"           |
| 2024    | Família É Tudo           | Cuidador do SPA       | Episódio: "26 de junho"                       |

## Teatro
| Ano     | Título                                     | Personagem | Nota          |
| ------- | ------------------------------------------ | ---------- | ------------- |
| 2011-12 | Escola de Mulheres                         | Horácio    | [ 9 ] [ 10 ]  |
| 2015    | De Artista e Louco Todo Mundo Tem Um Pouco | Beto       | [ 11 ]        |
| 2017-18 | Alair                                      |            | [ 12 ]        |
| 2017-19 | 5 Homens e um Segredo                      |            | [ 13 ] [ 14 ] |